# Fluvoxamin

strukturformel

Fluvoxamin är en substans i kategorin SSRI, en grupp antidepressivum. 
Fluvoxamin som marknadsförs under namnet Fevarin och i USA som Luvox. Tillsammans med Zelmid är det det äldsta SSRI-preparatet och var det första läkemedlet av den här typen som började förskrivas i högre grad då Zelmid snabbt drogs in från marknaden. Numera förskrivs det mer sällan, bland annat på grund av att nyare SSRI såsom sertralin och fluoxetin har visat sig mildare och skonsammare. Fluvoxamin har kraftigare verkan (mer potent), dessutom är det mycket större risk för illamående, speciellt i början av behandlingen. Vanligtvis förskrivs inte fluvoxamin förrän andra SSRI testats.
Som med många andra läkemedel rekommenderas inte förtäring av alkohol vid behandling med fluvoxamin.
Patentet på fluvoxamin har för länge sedan gått ut men trots det finns det inga generiska preparat (likvärdiga med samma substans) från konkurrenter på den svenska marknaden.
Fevarin används i kombination med psykologisk behandling vid :
- Måttlig till medelsvår depression hos vuxna
- Tvångssyndrom,
- Svår premenstruellt syndrom, premenstruell dysforisk störning
- Dystymi.

## Biverkningar
Eventuella biverkningar är viktförändringar, trötthet, yrsel, skakningar, darrningar, illamående, sexuellt ointresse.